# Casa Laurier
La casa Laurier es un sitio histórico nacional de Canadá, localizado en Ottawa, Ontario, Canadá, y se encuentra en el 335 Laurier Avenue East (en el distrito de Sandy Hill). Antiguamente fue la residencia de los dos primeros ministros canadienses, Sir Wilfrid Laurier (para quien la casa debe su nombre) y William Lyon Mackenzie King. La casa fue construida en 1878, pero tuvo importantes modificaciones posteriores. La casona exhibe elementos italianos, así como oros aspectos de la arquitectura del Segundo Imperio.
Laurier vivió allí desde 1897 hasta su muerte en 1919. Su esposa quiso la casa de Mackenzie King, después de su muerte. King vivió allí desde 1923 hasta su muerte en 1950. King quiso dar la casa al pueblo de Canadá después de su muerte. Entonces, el gobierno consideró brevemente la designación de la Casa Laurier como la residencia oficial permanente del primer ministro. Sin embargo, el primer ministro en sus funciones, Louis St. Laurent, se opuso a designar la Casa Laurier como la vivienda de un funcionario, probablemente porque él personalmente prefería una residencia diferente (en concreto, 24 Sussex Drive - una propiedad que el gobierno había adquirido unos años antes a través de un desalojo) y/o porque él y sus compañeros liberales no querían futuros ministros conservadores que residieran en la Casa Laurier. 24 Sussex Drive fue designada la residencia oficial del primer ministro en 1951.
Muchos invitados distinguidos se recibieron en esta casa, como el rey Jorge VI, Sir Winston Churchill, Charles de Gaulle, Franklin D. Roosevelt, entre otros.
La casona es ahora propiedad de Parques de Canadá, el cual funciona como un museo público. La casa está abierta al público y ofrece visitas guiadas.